# AT Microscopii
AT Microscopii eller HD 196982, är en dubbelstjärna belägen i den norra delen av stjärnbilden Mikroskopet. Den har en skenbar magnitud av ca 11,0 och kräver en ett teleskop för att kunna observeras. Baserat på parallaxmätning inom Hipparcosuppdraget på ca 93,50 mas, beräknas den befinna sig på ett avstånd på ca 35 ljusår (11 parsek) från solen. Den rör sig bort från solen med en heliocentrisk radialhastighet på ca 4,5 km/s.

## Observation
År 1926 rapporterade den holländsk-amerikanske astronomen Willem Jacob Luyten att linjerna i denna stjärnas spektrum genomgick variation. En fotografisk plåt tagen den 23 juni 1895 visade ljusa linjer av väte som var mycket svagare på en plåt tagen 29 juni 1895. Ett fotografi taget den 1 juli 1903 visade inga sådana linjer. Nettovariationen i stjärnans ljusstyrka var liten och översteg inte 0,5 i magnitud. Luyten noterade att stjärnan har en stor egenrörelse och ändrade sin position med 0,43 bågsekunder mellan 1899 och 1923.
År 1927 befanns objektet vara ett par av stjärnor med en vinkelseparation på 2,95 bågsekunder. En närliggande stjärna HD 197981, senare kallad AU Microscopii, visade sig ha en liknande radiell hastighet på +10 km/s. Av denna anledning föreslogs att de tre stjärnorna är fysiskt förenade.
Efter upptäckten 1949 att vissa typer av variabla stjärnor kännetecknas av snabba men korta förändringar i ljusstyrka, åtföljda av emissionslinjer i deras spektrum, listades 1954 både HD 196982 A och B som misstänkta flarestjärnor av den tjeckiska solfysikern Zdeněk Švestka.
Med introduktionen av fotometriska instrument inom astronomi kunde variabiliteten hos stjärnor nu övervakas över tidsintervall. Mätningar av HD 196982 under 1969 visade att de var de mest aktiva flarestjärnorna som var kända vid den tiden, under en period av 16,31 timmar observerades 54 flare. Flarerna ökade den kombinerade magnituden av paret med mer än 0,05 under mer än hälften av denna observationsperiod. År 1972 hade paret fått den variabelbeteckningen AT Microscopii.

## Egenskaper
Primärstjärnan AT Microscopii A är en röd dvärgstjärna i huvudserien av spektralklass M4 Ve. Den har en massa som är ca 0,27 solmassor, en radie som är ca 0,41 solradier och utsänder energi från dess fotosfär motsvarande ca 0,036 gånger solen vid en effektiv temperatur av ca 3 200 K.
Följeslagaren AT Microscopii B är en röd dvärg av spektralklass M4.5e med en massa av ca 0,25 solmassa och en radie av ca 0,37 solradie och utsänder energi från dess fotosfär motsvarande ca 0,033 gånger solen vid en effektiv temperatur av ca 3 200 K. Stjärnorna är separerade med ca 4,0 bågsekunder. De cirkulerar kring varandra med en omloppsperiod av 141,39 år i en bana med en halv storaxel på 2,616 bågsekunder och excentricitet 0,607.

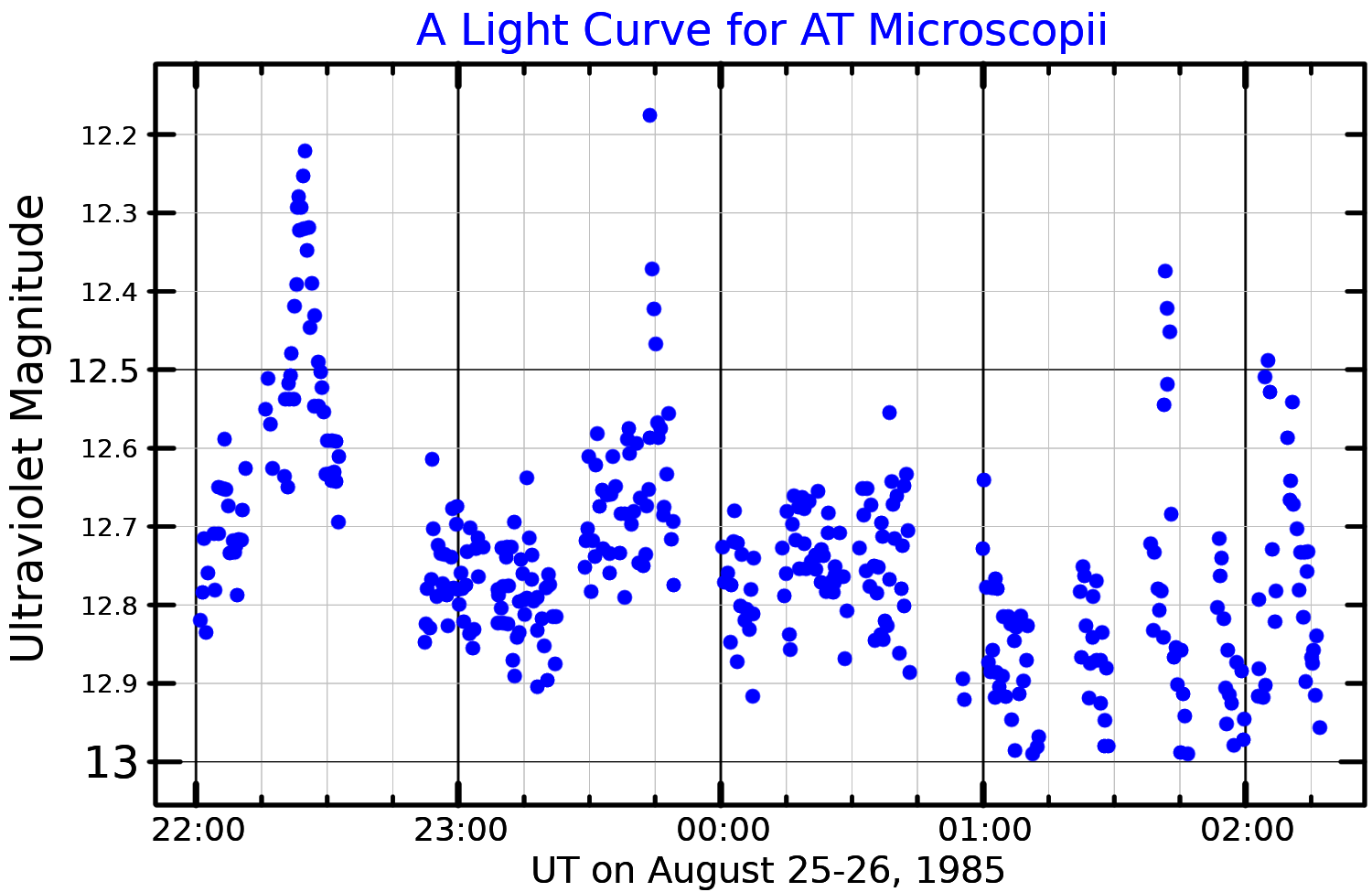
Ljuskurva i ultravioletta bandet för AT Microscopii, anpassad från Andrews (1990)

Båda medlemmarna av detta system har aktiva stjärnkorona, visar ljusstyrkavariationer av BY Draconis-typ och avger röntgenstrålning.  Den genomsnittliga flarefrekvensen för paret är 2,8 per timme. Dubbelstjärnan ligger fysiskt nära den röda dvärgstjärnan AU Microscopii, vilket kan betyda att de bildar en vid trippelstjärna.